# Katholische Landesuniversität Ellwangen

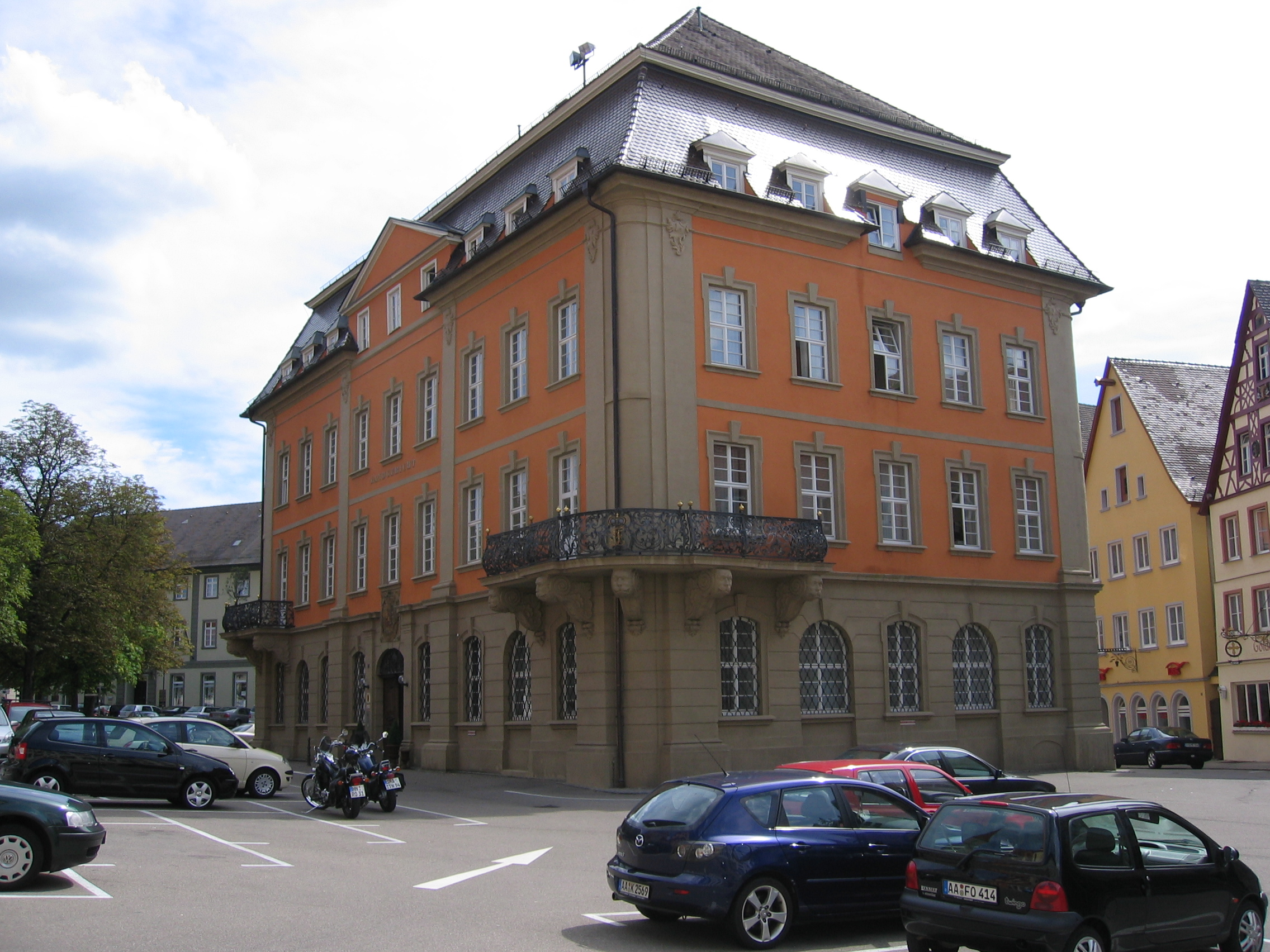
Gebäude der Aula der Universität Ellwangen, heute Landgericht Ellwangen

Die Katholisch-Theologische Friedrichs-Universität Ellwangen war eine Universität, die am 18. Oktober 1812 von König Friedrich I. von Württemberg in Ellwangen (Jagst) gegründet wurde. Sie bestand nur bis 1817, als sie als katholisch-theologische Fakultät der Universität Tübingen eingegliedert wurde.
Hauptzweck der Gründung war eine Bildungsstätte der katholischen Priester für Neuwürttemberg, das 1806 ins überwiegend protestantische Königreich Württemberg eingegliedert worden war. Die von Beginn an kritisierte Hochschule war nur auf wenige Fachgebiete beschränkt, brachte aber bedeutende Theologen hervor.

## Geschichte
Nach der Säkularisation der Fürstpropstei Ellwangen in den Jahren 1802–1803 wurde vom württembergischen König Friedrich I. Ellwangen als Sitz eines katholischen Landesbischofs für Neuwürttemberg bestimmt. Infolgedessen wurden per Erlass im September 1812 ein Generalvikariat, die katholisch-theologische Friedrichs-Universität und ein katholisches Priesterseminar gegründet. Bereits im Dezember desselben Jahres konnten alle Einrichtungen ihren Betrieb aufnehmen.
Sehr bald wurden in Württemberg kritische Äußerungen über diese „Landesuniversität“ laut. So erklärten 15 katholische Mitglieder der württembergischen Ständeversammlung, dass die Ausbildung junger Geistlicher an einer Hochschule mit nur einer theologischen Fakultät „immer unvollständig und einseitig“ bleiben müsse. Diese Kritik blieb aber vorläufig ohne Wirkung. Erst nach dem Regierungsantritt König Wilhelms I. im Herbst 1816 kündigte sich ein Umschwung an. Neuer Minister des Kirchen- und Schulwesens wurde Karl August Freiherr von Wangenheim, Präsident des Obertribunals und der Oberstudiendirektion sowie Kurator der Universität Tübingen. Am 20. Mai 1816 forderte er die dreiköpfige Kuratel der Ellwanger Lehranstalt auf, „über den dermaligen Zustand der katholischen Landesuniversität Ellwangen, deren Bedürfnisse und Mittel Bericht zu erstatten und zugleich über die Frage sich zu äußern, ob es zur Vervollkommnung des katholisch-theologischen Studienwesens nicht zu wünschen, und unter welchen Bestimmungen es ausführbar wäre, mit der Aufhebung der Universität Ellwangen […] eine Fakultät für die katholische Theologie auf der Universität Tübingen zu errichten, und somit die Studienhilfsmittel dieser hohen Schule zugleich für die Zwecke der katholischen Kirche zu benutzen.“
Im Herbst 1817 wurde die Friedrichs-Universität Ellwangen als Katholisch-Theologische Fakultät der Eberhard-Karls-Universität Tübingen einverleibt. Das Generalvikariat wurde nach Rottenburg verlagert, das Wilhelmsstift in Tübingen und das Priesterseminar in Rottenburg neugegründet. Dort wurde 1821 aufgrund seiner zentraleren Lage in Württemberg und seiner Nähe zum Regierungssitz Stuttgart die Diözese Rottenburg eingerichtet.

## Zepter der Friedrichs-Universität Ellwangen
Nach der Gründung wurde der Hochschule zum Ausdruck ihrer äußerlichen Würde am 5. März 1813 zeremoniell ein Zepter übergeben. Infolge des Umzuges der Fakultät nach Tübingen 1817 ging dieses Zepter an die Eberhard-Karls-Universität Tübingen über. Es ist schlichter gestaltet als die zwei anderen erhaltenen Tübinger Zepter.

## Gebäude der Universität
Die Aula der Friedrichs-Universität war im ehemaligen Stiftsrathaus am Marktplatz untergebracht. Dieses von Balthasar Neumann gestaltete Gebäude beherbergt heute das Landgericht Ellwangen.
Im Gebäude des ehemaligen Priesterseminars auf dem Schönenberg befinden sich heute eine Bildungsstätte der Diözese Rottenburg-Stuttgart und Räumlichkeiten des Redemptoristenordens.

## Hochschulbildung in Ellwangen
Seit dem im Jahre 2005 erfolgten Abzug der Landesbehörden aus dem Schloss ob Ellwangen, welches sich im Besitz des Landes Baden-Württemberg befindet, wurde über eine erneute universitäre Einrichtung in Ellwangen diskutiert. 
Zum Wintersemester 2009/2010 startete in den Räumen des Peutinger-Gymnasiums ein Studienzentrum der privaten SRH Fernhochschule Riedlingen.